# Championnat du monde de snooker
Le Championnat du monde de snooker (en anglais : World Snooker Championship ou WSC) est une compétition de classement de snooker qui rassemble les 16 premiers du classement mondial et 16 autres qualifiés. Le tournoi se déroule depuis 1927 et a actuellement lieu au Crucible Theatre à Sheffield, en Angleterre. Il s'agit du tournoi de snooker le plus prestigieux du circuit en ce qui concerne le prestige et le prix.

## Histoire

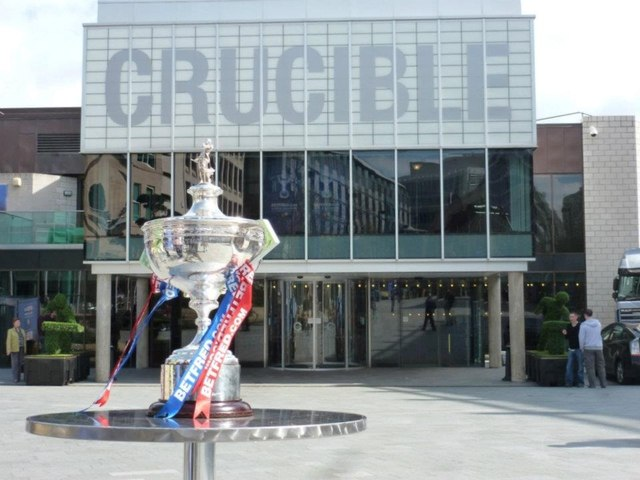
Trophée devant le Crucible Theatre avant le début de l'édition 2012.

Le premier championnat du monde est organisé en 1927, grâce à Joe Davis. Les matchs ont lieu au Royaume-Uni avec la finale en 39 manches maximum à Birmingham. Ce championnat est remporté par Davis, 20 manches à 11, contre Tom Dennis. Le meilleur break, de 60, est réalisé par Albert Cope. De 1928 à 1940 Davis remporte chaque championnat jusqu'à la seconde guerre mondiale. Le tournoi reprend en 1946, lorsque Davis remporte son quinzième et dernier championnat du monde. Davis renonce à participer aux championnats du monde en 1947, mais continue à jouer en tant que professionnel.
En 1947, l'événement est remporté par Walter Donaldson, mais en 1948, 1949 et 1951, c'est Fred Davis, le frère de Joe, qui remporte le championnat.
En 1952, en raison d'un désaccord entre certains joueurs et la Billiards Association and Control Council (BACC), qui n'est autre que la fédération mondiale de snooker de l'époque, deux tournois sont organisés. Le championnat professionnel, organisé par les joueurs et considéré comme le championnat du monde, se poursuit jusqu'en 1957, avec notamment cinq victoires de Fred Davis. Entre 1958 et 1963 il n'y a pas de championnat, en raison du déclin de la discipline. En 1964, un match entre deux joueurs est organisé, remporté par John Pulman. Entre 1964 et 1968, Pulman a défendu victorieusement son titre chaque fois, contre un unique challenger.
En 1969, les organisateurs décident d'organiser à nouveau un tournoi au lieu d'un seul match. John Spencer remporte ce premier tournoi en 1969, suivi de six victoires en neuf ans par Ray Reardon, entre 1970 et 1978. Pendant les années 1980, Steve Davis domine le championnat, avec six victoires entre 1981 et 1989. À partir de 1990, Stephen Hendry domine le tournoi. En remportant le titre en 1990, il devient le plus jeune champion du monde (il est âgé de 21 ans). Il remporte cinq victoires d'affilée entre 1992 et 1996. En 1997, il échoue en finale face à Ken Doherty, après une série de 29 matchs d'affilée sans défaite. En 1999, Hendry remporte son 7e titre pour dépasser Ray Reardon et Steve Davis.
Depuis 2000, quatre joueurs ont remporté le titre plus d'une fois : Mark Williams, John Higgins, Ronnie O'Sullivan et Mark Selby.
En 2019, Judd Trump remporte son premier titre à l'âge de 29 ans. Le championnat du monde 2020 devait commencer le 18 avril 2020, mais il a été reporté à une date ultérieure en raison de la pandémie de Covid-19. Ronnie O'Sullivan remporte son septième titre en 2022 et rejoint Stephen Hendry à ce nombre de victoires.

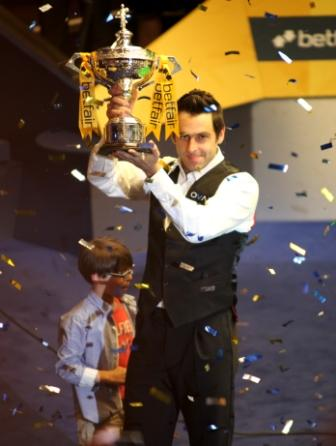
Ronnie O'Sullivan, septuple vainqueur du tournoi (2001, 2004, 2008, 2012, 2013, 2020 et 2022).

## Palmarès

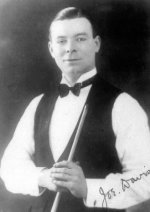
L'Anglais Joe Davis, quinze fois vainqueur du tournoi, de manière consécutive.

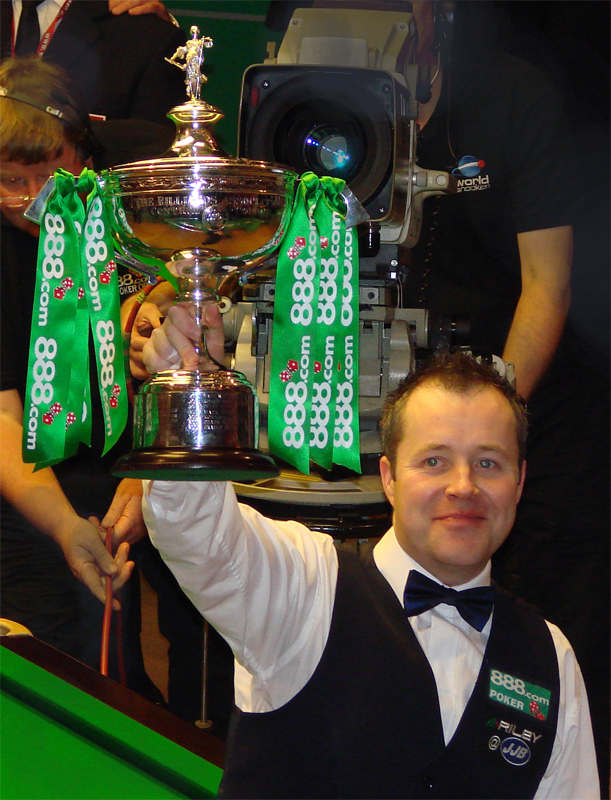
L'Écossais John Higgins, quadruple vainqueur du tournoi (1998, 2007, 2009, 2011).

| Année                                 | Participants | Vainqueur             | Finaliste              | Score |
| ------------------------------------- | ------------ | --------------------- | ---------------------- | ----- |
| 1927                                  | 10           | Joe Davis (1)         | Tom Dennis             | 20-11 |
| 1928                                  | 07           | Joe Davis (2)         | Fred Lawrence          | 16-13 |
| 1929                                  | 05           | Joe Davis (3)         | Tom Dennis             | 19-14 |
| 1930                                  | 06           | Joe Davis (4)         | Tom Dennis             | 25-12 |
| 1931                                  | 02           | Joe Davis (5)         | Tom Dennis             | 25-21 |
| 1932                                  | 03           | Joe Davis (6)         | Clark McConachy        | 30-19 |
| 1933                                  | 05           | Joe Davis (7)         | Willie Smith           | 25-18 |
| 1934                                  | 02           | Joe Davis (8)         | Tom Newman             | 25-23 |
| 1935                                  | 05           | Joe Davis (9)         | Willie Smith           | 25-20 |
| 1936                                  | 12           | Joe Davis (10)        | Horace Lindrum         | 34-27 |
| 1937                                  | 09           | Joe Davis (11)        | Horace Lindrum         | 32-29 |
| 1938                                  | 08           | Joe Davis (12)        | Sidney Smith (en)      | 37-24 |
| 1939                                  | 12           | Joe Davis (13)        | Sidney Smith (en)      | 43-30 |
| 1940                                  | 08           | Joe Davis (14)        | Fred Davis             | 37-36 |
| 1941-1945 pas de championnat du monde |              |                       |                        |       |
| 1946                                  | 08           | Joe Davis (15)        | Horace Lindrum         | 78-67 |
| 1947                                  | 08           | Walter Donaldson (1)  | Fred Davis             | 82-63 |
| 1948                                  | 08           | Fred Davis (1)        | Walter Donaldson       | 81-64 |
| 1949                                  | 08           | Fred Davis (2)        | Walter Donaldson       | 80-65 |
| 1950                                  | 08           | Walter Donaldson (2)  | Fred Davis             | 51-46 |
| 1951                                  | 08           | Fred Davis (3)        | Walter Donaldson       | 58-39 |
| 1952                                  | 02           | Horace Lindrum (1)    | Clark McConachy        | 94-49 |
| 1952                                  | 07           | Fred Davis (4)        | Walter Donaldson       | 38-35 |
| 1953                                  | 08           | Fred Davis (5)        | Walter Donaldson       | 37-34 |
| 1954                                  | 05           | Fred Davis (6)        | Walter Donaldson       | 39-21 |
| 1955                                  | 06           | Fred Davis (7)        | John Pulman            | 37-34 |
| 1956                                  | 04           | Fred Davis (8)        | John Pulman            | 38-35 |
| 1957                                  | 04           | John Pulman (1)       | Jackie Rea             | 39-34 |
| 1958-1963 pas de championnat du monde |              |                       |                        |       |
| 1964                                  | 02           | John Pulman (2)       | Fred Davis             | 19-16 |
| 1964                                  | 02           | John Pulman (3)       | Rex Williams           | 40-33 |
| 1965                                  | 02           | John Pulman (4)       | Fred Davis             | 37-36 |
| 1965                                  | 02           | John Pulman (5)       | Rex Williams           | 25-22 |
| 1965                                  | 02           | John Pulman (6)       | Fred Van Rensburg (en) | 39-12 |
| 1966                                  | 02           | John Pulman (7)       | Fred Davis             | 5-2   |
| 1968                                  | 02           | John Pulman (8)       | Eddie Charlton         | 39-34 |
| 1969                                  | 08           | John Spencer (1)      | Gary Owen              | 37-24 |
| 1970                                  | 09           | Ray Reardon (1)       | John Pulman            | 37-33 |
| 1971                                  | 09           | John Spencer (2)      | Warren Simpson         | 37-29 |
| 1972                                  | 10           | Alex Higgins (1)      | John Spencer           | 37-32 |
| 1973                                  | 24           | Ray Reardon (2)       | Eddie Charlton         | 38-32 |
| 1974                                  | 24           | Ray Reardon (3)       | Graham Miles           | 22-12 |
| 1975                                  | 24           | Ray Reardon (4)       | Eddie Charlton         | 31-30 |
| 1976                                  | 16           | Ray Reardon (5)       | Alex Higgins           | 27-16 |
| 1977                                  | 16           | John Spencer (3)      | Cliff Thorburn         | 25-21 |
| 1978                                  | 16           | Ray Reardon (6)       | Perrie Mans            | 25-18 |
| 1979                                  | 16           | Terry Griffiths (1)   | Dennis Taylor          | 24-16 |
| 1980                                  | 24           | Cliff Thorburn (1)    | Alex Higgins           | 18-16 |
| 1981                                  | 24           | Steve Davis (1)       | Doug Mountjoy          | 18-12 |
| 1982                                  | 32           | Alex Higgins (2)      | Ray Reardon            | 18-15 |
| 1983                                  | 32           | Steve Davis (2)       | Cliff Thorburn         | 18-16 |
| 1984                                  | 32           | Steve Davis (3)       | Jimmy White            | 18-16 |
| 1985                                  | 32           | Dennis Taylor (1)     | Steve Davis            | 18-17 |
| 1986                                  | 32           | Joe Johnson (1)       | Steve Davis            | 18-12 |
| 1987                                  | 32           | Steve Davis (4)       | Joe Johnson            | 18-14 |
| 1988                                  | 32           | Steve Davis (5)       | Terry Griffiths        | 18-11 |
| 1989                                  | 32           | Steve Davis (6)       | John Parrott           | 18-3  |
| 1990                                  | 32           | Stephen Hendry (1)    | Jimmy White            | 18-12 |
| 1991                                  | 32           | John Parrott (1)      | Jimmy White            | 18-11 |
| 1992                                  | 32           | Stephen Hendry (2)    | Jimmy White            | 18-14 |
| 1993                                  | 32           | Stephen Hendry (3)    | Jimmy White            | 18-5  |
| 1994                                  | 32           | Stephen Hendry (4)    | Jimmy White            | 18-17 |
| 1995                                  | 32           | Stephen Hendry (5)    | Nigel Bond             | 18-9  |
| 1996                                  | 32           | Stephen Hendry (6)    | Peter Ebdon            | 18-12 |
| 1997                                  | 32           | Ken Doherty (1)       | Stephen Hendry         | 18-12 |
| 1998                                  | 32           | John Higgins (1)      | Ken Doherty            | 18-12 |
| 1999                                  | 32           | Stephen Hendry (7)    | Mark Williams          | 18-11 |
| 2000                                  | 32           | Mark Williams (1)     | Matthew Stevens        | 18-16 |
| 2001                                  | 32           | Ronnie O'Sullivan (1) | John Higgins           | 18-14 |
| 2002                                  | 32           | Peter Ebdon (1)       | Stephen Hendry         | 18-17 |
| 2003                                  | 32           | Mark Williams (2)     | Ken Doherty            | 18-16 |
| 2004                                  | 32           | Ronnie O'Sullivan (2) | Graeme Dott            | 18-8  |
| 2005                                  | 32           | Shaun Murphy (1)      | Matthew Stevens        | 18-16 |
| 2006                                  | 32           | Graeme Dott (1)       | Peter Ebdon            | 18-14 |
| 2007                                  | 32           | John Higgins (2)      | Mark Selby             | 18-13 |
| 2008                                  | 32           | Ronnie O'Sullivan (3) | Ali Carter             | 18-8  |
| 2009                                  | 32           | John Higgins (3)      | Shaun Murphy           | 18-9  |
| 2010                                  | 32           | Neil Robertson (1)    | Graeme Dott            | 18-13 |
| 2011                                  | 32           | John Higgins (4)      | Judd Trump             | 18-15 |
| 2012                                  | 32           | Ronnie O'Sullivan (4) | Ali Carter             | 18-11 |
| 2013                                  | 32           | Ronnie O'Sullivan (5) | Barry Hawkins          | 18-12 |
| 2014                                  | 32           | Mark Selby (1)        | Ronnie O'Sullivan      | 18-14 |
| 2015                                  | 32           | Stuart Bingham (1)    | Shaun Murphy           | 18-15 |
| 2016                                  | 32           | Mark Selby (2)        | Ding Junhui            | 18-14 |
| 2017                                  | 32           | Mark Selby (3)        | John Higgins           | 18-15 |
| 2018                                  | 32           | Mark Williams (3)     | John Higgins           | 18-16 |
| 2019                                  | 32           | Judd Trump (1)        | John Higgins           | 18-9  |
| 2020                                  | 32           | Ronnie O'Sullivan (6) | Kyren Wilson           | 18-8  |
| 2021                                  | 32           | Mark Selby (4)        | Shaun Murphy           | 18-15 |
| 2022                                  | 32           | Ronnie O'Sullivan (7) | Judd Trump             | 18-13 |
| 2023                                  | 32           | Luca Brecel (1)       | Mark Selby             | 18-15 |
| 2024                                  | 32           | Kyren Wilson (1)      | Jak Jones              | 18-14 |
| 2025                                  | 32           | Zhao Xintong (1)      | Mark Williams          | 18-12 |

- Entre parenthèses, le nombre de victoires.

## Logos

Logo du tournoi en 1978.
Logo du tournoi en 1986.
Logo du tournoi de 2006 à 2008.
Logo du tournoi de 2009 à 2012.
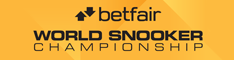
Logo du tournoi en 2013.
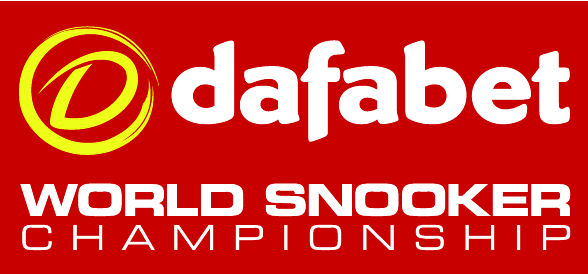
Logo du tournoi en 2014.
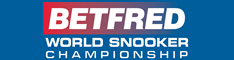
Logo du tournoi de 2015 à 2022.

## Records
- Breaks maximum : le premier break maximum télévisé au championnat du monde fut réussi par Cliff Thorburn en 1983. Ronnie O'Sullivan et Stephen Hendry sont les seuls joueurs à avoir réalisé trois breaks maximums sur la compétition.
- Plus jeune vainqueur : le plus jeune champion du monde de snooker était Stephen Hendry. Il avait 21 ans, en 1990[3].
- Plus lourde défaite : il est arrivé uniquement à deux reprises qu'un joueur perde un match sans remporter une seule manche, Eddie Charlton qui a perdu 10 manches à 0 contre John Parrott en 1992 et Luo Honghao qui a perdu sur le même score contre Shaun Murphy en 2019.
- Plus vieux vainqueur : le vainqueur le plus âgé est Ronnie O’Sullivan qui a remporté son septième titre en 2022, à l'âge de 46 ans.

### Meilleurs joueurs de l'ère moderne
L'ère moderne débute en 1969, lorsque le format du championnat change pour un tableau à élimination directe. Les joueurs dont le nom est en gras sont encore en activité.
| Rang | Joueur            | Pays            | Titre(s) | Finale(s) | 1/2 finale(s) ou mieux | 147 | Apparitions |
| ---- | ----------------- | --------------- | -------- | --------- | ---------------------- | --- | ----------- |
| 01   | Stephen Hendry    | Écosse          | 7        | 2         | 12                     | 3   | 27          |
| 02   | Ronnie O'Sullivan | Angleterre      | 7        | 1         | 12                     | 3   | 33          |
| 03   | Steve Davis       | Angleterre      | 6        | 2         | 11                     | 0   | 30          |
| 04   | Ray Reardon       | Pays de Galles  | 6        | 1         | 10                     | 0   | 19          |
| 05   | John Higgins      | Écosse          | 4        | 4         | 10                     | 2   | 31          |
| 06   | Mark Selby        | Angleterre      | 4        | 2         | 6                      | 1   | 21          |
| 07   | Mark Williams     | Pays de Galles  | 3        | 1         | 6                      | 1   | 27          |
| 08   | John Spencer      | Angleterre      | 3        | 1         | 6                      | 0   | 18          |
| 09   | Alex Higgins      | Irlande du Nord | 2        | 2         | 7                      | 0   | 19          |
| 10   | Shaun Murphy      | Angleterre      | 1        | 3         | 5                      | 0   | 23          |
| 11   | Cliff Thorburn    | Canada          | 1        | 2         | 6                      | 1   | 19          |
| 12   | Judd Trump        | Angleterre      | 1        | 2         | 5                      | 0   | 16          |
| 13   | Peter Ebdon       | Angleterre      | 1        | 2         | 4                      | 0   | 24          |
| 14   | Ken Doherty       | Irlande         | 1        | 2         | 3                      | 0   | 19          |
| 15   | Graeme Dott       | Écosse          | 1        | 2         | 3                      | 0   | 20          |
| 16   | Dennis Taylor     | Irlande du Nord | 1        | 1         | 5                      | 0   | 21          |
| 17   | Kyren Wilson      | Angleterre      | 1        | 1         | 4                      | 1   | 11          |
| 18   | Terry Griffiths   | Pays de Galles  | 1        | 1         | 3                      | 0   | 19          |
| 19   | John Parrott      | Angleterre      | 1        | 1         | 3                      | 0   | 23          |
| 20   | Joe Johnson       | Angleterre      | 1        | 1         | 2                      | 0   | 8           |
| 21   | Neil Robertson    | Australie       | 1        | 0         | 3                      | 1   | 20          |
| 22   | Stuart Bingham    | Angleterre      | 1        | 0         | 2                      | 0   | 18          |
| 23   | Luca Brecel       | Belgique        | 1        | 0         | 1                      | 0   | 8           |
| 24   | Zhao Xintong      | Chine           | 1        | 0         | 1                      | 0   | 3           |

### Titres par nation
| Rang | Pays            | Titre(s) | Dernière année |
| ---- | --------------- | -------- | -------------- |
| 1    | Angleterre      | 57       | 2024           |
| 2    | Écosse          | 14       | 2011           |
| 3    | Pays de Galles  | 10       | 2018           |
| 4    | Irlande du Nord | 3        | 1985           |
| 5    | Australie       | 2        | 2010           |
| 6    | Canada          | 1        | 1980           |
| 7    | Irlande         | 1        | 1997           |
| 8    | Belgique        | 1        | 2023           |
| 9    | Chine           | 1        | 2025           |

Vainqueurs non britanniques :
Seuls six vainqueurs ne sont pas d'origine britannique : 
- Horace Lindrum ;
- Cliff Thorburn ;
- Ken Doherty ;
- Neil Robertson ;
- Luca Brecel
- Zhao Xintong